# Banka (Bihar)
Banka (Hindi बाँका) ist eine Stadt im Bundesstaat Bihar im Osten Indiens. Sie ist Hauptstadt des gleichnamigen Distrikts. Banka hat den Status einer Town (Nagar Panchayat) und ist in 22 Wards gegliedert.

## Lage
Die Stadt liegt umgeben von fruchtbaren Agrarflächen zwischen den zu Bewässerungszwecken aufgestauten Flüssen Chandan und Orhani in einer Höhe von ca. 80 m. Die Entfernung zur nördlich gelegenen Großstadt Bhagalpur beträgt knapp 50 km (Fahrtstrecke); Patna, die Hauptstadt Bihars, ist gut 250 km in nordwestlicher Richtung entfernt.

## Demografie
Die Einwohnerzahl der Stadt liegt laut der Volkszählung von 2011 bei 45.977. Banka hat ein Geschlechterverhältnis von 870 Frauen pro 1000 Männer und damit einen für Indien üblichen Männerüberschuss. Die Alphabetisierungsrate lag bei 75,81 % im Jahr 2011. Knapp 84,3 % der Bevölkerung sind Hindus, ca. 15,2 % sind Muslime und ca. 0,3 % gehören anderen oder keiner Religionen an. 16 % der Bevölkerung sind Kinder unter 6 Jahren.